# Hydroglyphus daemeli
Hydroglyphus daemeli är en skalbaggsart som först beskrevs av Sharp 1882.  Hydroglyphus daemeli ingår i släktet Hydroglyphus och familjen dykare. Inga underarter finns listade i Catalogue of Life.